# Turi et Tolk
Turi et Tolk est une série de bande dessinée dessinée par Dieter Kalenbach sur un scénario de Erka. Cette série présente les aventures de Turi, un jeune Lapon, et de son aigle Tolk.

## Trame
Le jeune Lapon Turi est accompagné d'un grand aigle qu'il appelle Tolk. Son aigle l'aide souvent dans ses aventures dans les contrées peu hospitalières de la Laponie. Turi est souvent confronté à la vigueur des éléments naturels, aux animaux sauvages et à divers trafiquants.

## Historique
Un séjour dans les régions arctiques donne à Dieter Kalenbach l'idée d'une série de bande dessinée sur un Lapon et son aigle.
La série Turi et Tolk (Turi und Tolk) paraît en Allemagne de 1973 à 1982. Elle est publiée dans le magazine Zack, où elle est la seule bande dessinée d'origine allemande. Ensuite publiée dans Zack Parade en format poche, elle cesse de paraître en 1982. Trois albums sont publiés, les deux premiers par JNK en 2004 et 2007,, le troisième par Edition Comics etc. en 2013.
Cette série a peu de succès en France, où quelques épisodes sont publiés par Super As en 1979 et 1980.

## Jugements sur la série
Henri Filippini juge que le scénario d'Erka est « malheureusement un peu trop simpliste », sur un thème pourtant original. Selon lui, Dieter Kalenbach s'inspire de Hermann pour le dessin.

## Parutions

### En allemand
- Épisodes publiés dans Zack puis dans Zack Parade, de 1973 à 1982[1].

- Albums :
  1. Turi & Tolk: Die Rentierräuber, Album 1, JNK, 2004, 61 pages.
  2. Turi & Tolk: Das weiße Ren, Album 2, JNK, 2007, 87 pages.
  3. Turi & Tolk: Wettlauf mit dem Tode, Album 3, Edition Comics etc., 2013, 64 pages  (ISBN 9783941694101).

### En français
Neuf épisodes sont publiés dans Super As en 1979 et 1980, :
- La longue piste, récit à suivre, Super As, 1979, numéros 18 à 25.
- Les Esprits des monts Dovre, récit à suivre, Super As, 1979, numéros 33 et 34.
- Le Tombeau viking, récit complet, Super As, 1980, numéro 47.
- Course contre la mort, récit à suivre, Super As, 1980, numéros 48 à 55.
- Les Nuages de la mort, récit complet, Super As, 1980, numéro 58.
- Le Barrage, récit complet, Super As, 1980, numéro 60.
- Les Voleurs de rennes, récit complet, Super As, 1980, numéros 65.
- Tolk en chasse, récit complet, Super As, 1980, numéro 75.
- La Nuit des lunx, récit complet, Super As, 1980, numéro 83.